# Redován (kommunhuvudort)
Redován är en kommunhuvudort i Spanien.   Den ligger i provinsen Provincia de Alicante och regionen Valencia, i den sydöstra delen av landet, 400 km sydost om huvudstaden Madrid. Redován ligger 26 meter över havet och antalet invånare är 6 507.
Terrängen runt Redován är platt åt nordost, men åt sydväst är den kuperad. Terrängen runt Redován sluttar österut. Runt Redován är det ganska tätbefolkat, med 207 invånare per kvadratkilometer. Närmaste större samhälle är Orihuela, 4,6 km sydväst om Redován. Trakten runt Redován består till största delen av jordbruksmark.